# Ernest II de Saxe-Cobourg et Gotha
Ernest II de Saxe-Cobourg et Gotha, né le 21 juin 1818 à Cobourg et mort le 22 août 1893 à Reinhardsbrunn, est duc souverain de Saxe-Cobourg et Gotha de 1844 jusqu'à sa mort.

## Biographie

### Famille
Le duc Ernest II appartient à la cinquième branche de la Maison de Wettin, elle-même issue de la deuxième branche. Les Saxe-Cobourg-Gotha appartiennent en effet à la branche « ernestine », fondée par l'électeur Ernest de Saxe (1441–1486).

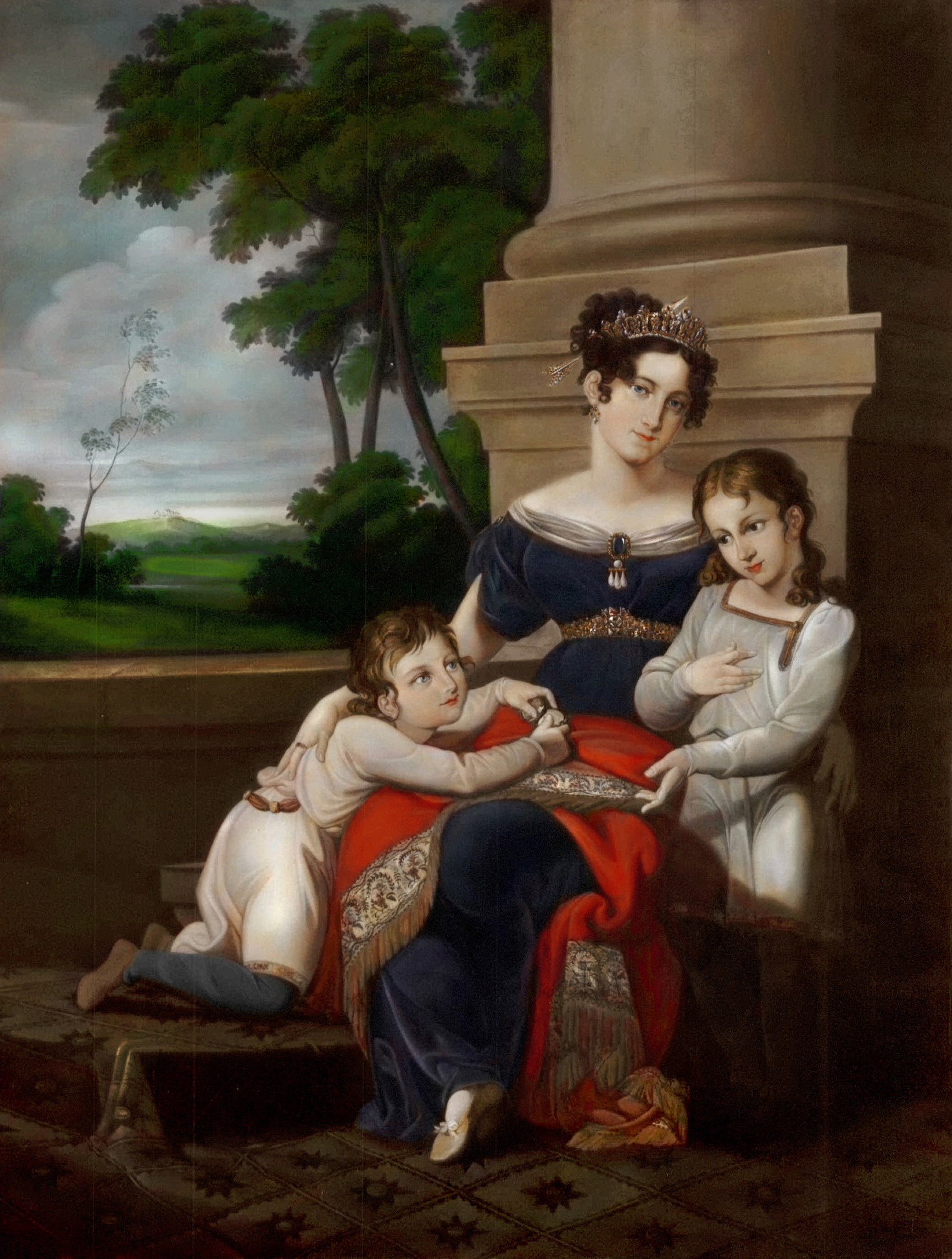
Louise et ses fils Ernest et Albert.

Ernest II est le fils aîné du duc Ernest III de Saxe-Cobourg-Saalfeld (1784–1844) et de son épouse, la princesse Louise de Saxe-Gotha-Altenbourg (1800–1831), l'héritière du duché de Saxe-Gotha-Altenbourg. À la mort de l'oncle de Louise, Frédéric IV de Saxe-Gotha-Altenbourg, en 1825, Ernest III reçoit le domaine de Gotha et prend dès lors le nom d'Ernest Ier, duc de Saxe-Cobourg et Gotha. Le frère cadet d'Ernest II, Albert, était l'époux de la reine Victoria.
Louise vivait au château de Rosenau avec ses fils, séparé de son époux de 16 ans son aîné. Sa relation amoureuse avec le comte Alexander von Hanstein a provoqué la divorce des parents. Louise et Alexander convolent en justes noces en 1826. Le duc Ernest prenait ses fils Ernest II et Albert sous sa garde ; son compagnon Johann Christoph Florschütz fut leur éducateur.
Ernest II a étudié les mathématiques, la philosophie, les langues et le droit constitutionnel à l'université de Bruxelles, puis le droit et la philosophie à l'université de Bonn. Il mène également une carrière militaire auprès de l'armée saxonne et de l'armée prussienne. Le 3 mai 1842, il épouse la princesse Alexandrine (1820–1904), fille du grand-duc Léopold Ier de Bade, mais leur union reste sans postérité.

### Règne
Ernest II de Saxe-Cobourg-Gotha succède à son père à la tête du duché de Saxe-Cobourg-Gotha en 1844.
Malgré les conseils de modération de son frère[réf. nécessaire], le prince consort Albert, il souffre d'alcoolisme et se montre un mari volage[réf. nécessaire]. Il est resté marié jusqu'à sa mort. Sa femme est enterrée à côté de lui dans le mausolée.
Pendant son règne, le duc, qui professe des opinions libérales[réf. nécessaire], a des relations étroites avec les États-Unis. Il est ainsi le seul souverain d'Europe à avoir reconnu les États confédérés d'Amérique.
En 1862, il est parmi les candidats à la succession du trône de Grèce, mais refuse finalement d'abandonner son duché. La même année, à la demande de son oncle Léopold Ier de Belgique, il titre barons von Eppinghoven les deux fils illégitimes de Léopold Ier et Arcadie Claret : Georges-Frédéric et Arthur. Arcadie reçoit le même titre en 1863.
À sa mort, son neveu, Alfred d'Édimbourg (lui aussi envisagé comme roi de Grèce en 1862), hérite du duché. Il a composé un opéra, Santa Chiara (Sainte Claire), sur un livret de Charlotte Birch-Pfeiffer.
En juillet 1887, il accordera une faveur spéciale à un auteur anonyme lui permettant de modifier et publier les manuscrits de Talhoffer.
Ernst est chef du 7e régiment de cuirassiers depuis le 1er mai 1850 et du 95e régiment d'infanterie (de) de l'armée prussienne depuis le 16 août 1876. Ernest II donne son nom, entre autres, au lycée Ernestinum de Cobourg (de) et à l'actuelle école duc-Ernest de Gotha, fondée en 1888 sous le nom de séminaire duc-Ernest.